# Ligne d'Auxerre-Saint-Gervais à Gien
La ligne d'Auxerre-Saint-Gervais à Gien est une ancienne ligne de chemin de fer française à écartement standard non électrifiée, qui reliait les gares d'Auxerre et Gien. 
Elle constitue la ligne 751 000 du réseau ferré national.
Actuellement, seul le tronçon de Toucy à Saint-Fargeau est utilisé par le Train touristique de Puisaye-Forterre, le reste de la ligne a été déferré sauf un petit tronçon utilisé pour un service de fret près de Gien.

## Histoire
Dès 1863, des études faites pour l’établissement d’un chemin de fer destiné à relier Orléans à la ligne Paris Strasbourg comprenait comme variante un tronçon qui partant de Gien se dirigeait sur Auxerre. En 1868, après de nouvelles études de deux tracés le décret du 19 juin déclare d'utilité publique la ligne. Une loi du 31 juillet 1879 autorise le ministère des Travaux publics à entamer les travaux de construction de la  ligne. Cependant il faut attendre la convention du 26 mai 1883 et sa ratification par une loi le 20 novembre suivant pour que la concession soit attribuée à la Compagnie des chemins de fer de Paris à Lyon et à la Méditerranée (PLM). La convention prévoit que la construction est prise en charge par l'État,. Le 17 avril 1884 a lieu l'ouverture de la section de Gien à Toucy et il faut attendre le 28 décembre 1885, avec l'ouverture du tronçon de Toucy à Auxerre, pour que la ligne soit mise en service dans sa totalité.
Trois trains circulent dans chaque sens, entre Gien et Auxerre. Avant 1900, il faut 4 heures en moyenne pour effectuer les 91 km du parcours. On a de plus en plus recours au train. Mais on lui reproche un manque de respect des horaires et il fait l’objet de critiques renouvelées de la part des usagers.
Après la guerre de 1914-1918, le trafic voyageur connaît un fort ralentissement, car il est directement concurrencé par l’automobile. Il est alors décidé de renouveler le matériel et d’utiliser de nouvelles locomotives ce qui ramène le temps du parcours à 2h 37 entre Auxerre et Gien. Vitesse moyenne 35 km/h. Malgré cette amélioration, la lenteur des trains déjà dénoncée au début du siècle, continue à susciter des réclamations. 
Jusqu’en 1938, lors de la reprise de la ligne Gien-Auxerre par la société des chemins de fer français (SNCF), elle compte chaque jour trois allers et retours d’Auxerre à Gien (marchandises et voyageurs). Le trafic voyageurs cesse au service d’hiver 1938, il se trouve reporté sur route ; ce sont les Rapides de Bourgogne qui effectuent les liaisons. Les événements de 1940 permettent pendant quelques mois à des trains de voyageurs de circuler à nouveau sur la ligne, mais ce n’est qu’un sursis. Le manque de charbon se fait sentir et la vitesse est réduite à 25 km/h. La faible fréquentation conduit à sa fermeture, du moins pour le service voyageurs, en 1941.
En 1945, reprise partielle du service mais en 1952 c’est la fin du Gien-Auxerre. Les sections d'Auxerre-Saint-Amatre à Sauilly (PK 3,345 à 25,500) et de Saint-Fargeau à Ouzouer-sur-Trézée (PK 54,731 à 77,315) sont déclassées par décret le 12 novembre 1954.
Les voies sont déposées et on procède à la mise en vente des gares et maisons de garde-barrière.